# Мирон (Кристя)
Патріарх Мирон (рум. Patriarhul Miron, Еліє Кристя, рум. Elie Cristea; 20 липня 1868, Тополиця, Австро-Угорщина — † 6 березня 1939, Канни, Франція) — патріарх Румунської Православної Церкви, також державний та релігійний діяч, прем'єр-міністр Румунії (1938—1939).

## Життєпис
У 1890 закінчив православну семінарію в Сібіу, 1895 закінчив філософський факультет Будапештського університету, де отримав докторський ступінь.

### Церковна діяльність
1902 пострижений у чернецтво з іменем Мирон. 1903 рукопокладений в ієромонахи. 1910 — єпископ Краснебеський.
Взяв участь у національній асамблеї в місті Алба-Юлія, яка 1 грудня 1918 проголосувала за об'єднання Трансільванії з королівством Румунія, а потім увійшов у делегацію трансільванських румунів, що представили в Бухаресті рішення про об'єднання.
Виступав за створення нових єпархій в Бессарабії і відтворив старі єпископальні центри в містах Констанца, Орадя та Клуж.
За його сприяння 4 лютого 1925 на Соборі Румунська Православна церква була оголошена Патріархатом.

### Політична діяльність
11 лютого 1938 призначений прем'єр-міністром Румунії. Призначення на цю посаду було здійснене через складну політичну ситуацію в країні.

### Хвороба та смерть
У січні 1939 стан Святішого Мирона погіршився, він переніс два серцевих напади. Лікарі рекомендували теплий клімат. Мирон прибув до Канн, де захворів на запалення легенів. Через два тижні 6 березня помер від бронхопневмонії.
Похований у катедральному соборі Бухареста.